# Orthocentrus radialis
Orthocentrus radialis là một loài tò vò trong họ Ichneumonidae.